# Жайыл-бий
Жайы́л-бий (Джаи́л; кирг. Жайыл бий «свирепый», «злой», «злющий»), также Жайы́л-баты́р (кирг. Жайыл баатыр), Жайы́л-хан (кирг. Жайыл хан; прибл. 1703 (либо 1705), село Сафед-Булан, современный Ала-Букинский район, Чуйская долина — 1774, Чуйская долина) — киргизский государственный, политический и военный деятель. Выборный правитель северо-киргизских племён в 1760-х годах, один из активных участников войны с Джунгарским ханством.

## Биография
Воспитывался своим приёмным отцом Кошой-бием. Получил религиозное образование, юность провёл в Ферганской долине, где он познал искусство земледелия. Позже, после возвращения земель северного Кыргызстана, он пытался продвигать идеи землепашества, торговли с соседями и оседлой жизни. Посылал молодых людей на учёбу в медресе городов Мавераннахра — Ташкент и Бухара. Организовал собственную школу, где учителями были муллы из Андижана, Намангана и Коканда. Участвовал в военных действиях на территории Ферганской долины и северного Кыргызстана против джунгарских войск в 1732 и 1741 годах. В 1732 году совместно с другими феодалами командовал «Аркалыком киргизов» (северной армией) и участвовал в освобождении Кетмен-Тёбё. В 1741 году наряду с феодалами Атаке, Сакоо, Кошоем, Маматкулом и Итимом вёл борьбу с остатками джунгар в Фергане. В 1745 году силы Жайыл-бия, вместе с отрядом рода «каба-саяков» под предводительством Садыра Арзамат уулу, освободили Кочкор и Жумгал, и после трех дневного боя в местности Чет-Кууганды джунгары были полностью вытеснены из этих районов. Так в 1751 году он сформировал 5 тысячное войско и весной этого же года, вместе с 3 тысячами воинов, атаковал джунгаров в Мерке, заставив их бежать. В последующее время участвовал во всех освободительных походах киргизов в северной Киргизии.
В 1760—1770 годах возглавлял племена Правого крыла и участвовал в столкновениях с казахскими племенами Старшего и Среднего жузов. Столкновения на казахско-киргизской границе в период правления Жайыл-бия происходили в 1760, 1764, 1765, 1766, 1767, 1770 годах.

## Смерть

### Джаиловское побоище
В 1770 году Абылай-султан совершил нападение на кыргызские кочевья. Жайыл носивший титул хана, то ли ободрённый первоначальным успехом, то ли, скорее всего, из-за возникших разногласий между кыргызскими правителями, не сумел организовать достойный отпор численно превосходившим силам казахского султана. В сражении рядом с Жайыл-ханом оказались лишь его соплеменники из племени солто и не большая группа саяков.
Это сражение стало известно как «Джаиловское побоище». Сражение завершилось гибелью многих кыргызских баатыров, пленением Жайыла, его сыновей Эсена, Усена, Теке и Итике, а также их соплеменника — Момокон-баатыра. Все они были казнены кроме младшего из сыновей Жайыл-хана — Итике и Момокона, которых освободили из-за малолетнего возраста. На переговоры о перемирии к Абылай-султану прибыли 40 кыргызских послов во главе с Тулеберди-бием. Переговоры велись в Казахстане в Кокче-Тау, где определили границы кыргызско-казахских кочевьев и решено жить в добрососедстве. По другим источникам, сражение между войсками Жайыл-бия и Абылай-хана произошло в 1774—1775 годах.

## Память
- В 2005 году в память о Жайыл-батыре одна из улиц в новостройки «Арча-Бешик» получила название в честь киргизского политического деятеля.
- 18 октября 2006 года на могиле Жайыл-батыра и его сыновей был установлен памятный мемориал.
- 10 ноября 2012 года в городе Кара-Балта в честь 20-летия Жайылского района Чуйской области открылся памятник Жайыл-бааыра и музей.

### Книги
- Сапаралиев Д. Б. Взаимоотношения киргизского народа с русскими и соседними народами в XVIII в. / под ред. В. М. Плоскиха. — Бишкек: Илим, 1995. — С. 96. — 152 с. — ISBN 5-8355-0852-2.
- Сулейменов Р. Б., Моисеев В. А. Из истории Казахстана XVIII века: о внешней и внутренней политике Аблая. — Наука, 1988. — 154 с. — ISBN 978-5-628-00010-6.
- Плоских В. М. Istorii͡a kyrgyzov i Kyrgyzstana: uchebnik dli͡a vuzov. — Ilim, 2003. — 388 с. — ISBN 978-5-8355-1290-4.

### Статьи
- Сапаралиев Д. Б. Новые аспекты в исследовании кыргызско-казахских взаимоотношений (вторая половина XVIII-первая половина XIX века) // Türkoloji. — 2003. — 21 апреля (вып. 2 (4)). — ISSN 1727-060X.